# Jean-Marie Huet
Jean-Marie Huet (1949) is een Belgisch rooms-katholiek priester en kanunnik.

## Biografie
Hij is een licentiaat in de rechten aan de Katholieke Universiteit Leuven en werkte eerst vijf jaar alvorens tot het seminarie toe te treden. In 1985 werd hij tot priester gewijd en had hij reeds zijn doctorsgraad in het canoniek recht behaald.
Hij werd bij de benoeming van André Léonard benoemd tot bisschoppelijk vicaris en pastoor van de kathedraal van Namen.

### Diocesaan administrator
Huet werd tot diocesaan administrator, oftewel de tijdelijke verantwoordelijke van een bisdom gedurende een sede vacante, aangeduid nadat André Léonard ontslag nam als bisschop van Namen ten gevolgde van zijn benoeming als aartsbisschop van Mechelen-Brussel. Hij was gedurende het hele episcopaat van Léonard een bisschoppelijk vicaris en behandelde in die hoedanigheid algemene zaken. Hij wordt als administrator bijgestaan door de hulpbisschop van Namen, Pierre Warin.
Huet is aartspriester aan de Sint-Aubankathedraal van Namen.